# Мартин из Браге
Мартин од Браге (око 520-20. марта 579/580) је једна од најистакнутијих црквених личности раносредњовековне Португалије и Шпаније. Назива се и „Апостол Галиције“, јер је одиграо водећу улогу у преласку Суева из аријанства у православно хришћанство. Био је епископ града  Думио (556-579/580) и епископ Брага (562-579/580). 

## Биографија
Мартин је рођен око 520. године у Панонији, син богатих родитеља. Пошто је стекао одлично образовање, врло рано је одлучио да постане свештеник. У том циљу, ходочастио је у Свету земљу, посетивши Палестину и Египат. Тамо је примио монаштво. Након тога одлази у Рим, а затим у Франачку. У Арлу је можда срео Светог Цезарија, активног заговорника ширења манастира у Галији, и усвојио његов концепт монаштва.
Крајем 540-их, амбасадори субског краља Харариха стигли су у Тур, где је Мартин отишао да се поклони моштима светог Мартина Турског. Амбасадори аријанских Суева обратили су се молитвама светом Мартину Турском, обећавајући у име свог краља да ће се Харарих, ако уз помоћ овог светитеља излечи смртно болесни краљевски син, одрећи аријанства и прихватити православно хришћанство засновано на Никејском символу вере. 
Честице моштију светог Мартина Турског послате су у земљу Суева, захваљујући чему је краљев син оздравио. После овога, Харарих и сви његови дворјани прешли су у православно хришћанство. У знак захвалности за помоћ, краљ Суева је послао ново посланство у Тур, која је донело велику количину злата на поклон храму Светог Мартина. Овога пута у Галицију је отишао и Мартин од Браге са посланицима, који су желели да учествују у превођењу осталих Суева у православно хришћанство. То се догодило око 550. године.
Овако о овим догађајима извештава Григорије Турски. Други средњовековни историчари, као што је Исидор Севиљски, не говоре ништа о краљу по имену Харарих, доводећи у везу одбацивање аријанства Суева са каснијим краљем Теодемиром. Савремени историчари сугеришу да је вероватни разлог за прелазак свибских краљева на ортодоксно хришћанство била политичка ситуација у краљевству, међутим, ови разлози нису прецизно познати због недовољне количине материјала о историји Суева средином 6. века.
Стигавши у Галицију, Мартин је својим образовањем и ревношћу за превођење Суева у православно хришћанство одмах стекао Харарихову наклоност. Добивши од краља земљу у месту Думио (сада једно од предграђа Браге), Мартин је овде основао монашку заједницу. Манастир Дума, први манастир који је настао на територији Пиринејског полуострва, био је главни центар за ширење православља међу Суевима, а манастирска библиотека један од највећих центара за ширење текстова на полуострву, који је били засновани на Никејском символу вере. Поштован од локалног становништва као непомирљиви борац против аријанства, Мартин је, на њихов захтев и уз сагласност краља, убрзо примио чин епископа Думија. Његово устоличење обављено је 5. маја 556. године. Мартин је 558. године освештао саборну цркву нове епархије. Думска епископија ушла је у састав једине митрополије у Краљевини Суева у то време, на чијем је челу био епископ Брага. Територија нове епархије била је ограничена само на непосредне поседе манастира Думио. Ово је био једини случај у историји западноевропског средњег века када је епархија заузимала тако мало подручје.
На иницијативу епископа Мартина и уз подршку новог краља Суева, Аријамира, одржан је Први сабор у Браги 1. маја 561. године, који је коначно учврстио суевско одбацивање аријанства. Састанку, којим је председавао епископ Браге Лукреције, присуствовало је осам галицијских епископа, као и представници суевског племства. Акти сабора, који су садржали 39 канона, једногласно су потврдили приврженост цркве Суевског краљевства Никејском символу вере, садржали су списак мера против прискилијанске јереси која се проширила међу Суевима и неколико правила за свештенство. Године 563. каноне Првог сабора у Браги одобрио је папа Јован III.

## Епископ Брага
Године 562. умире епископ Брага Лукреције и за његовог наследника изабран је свети Мартин, који је задржао и Думску епархију. Историјске хронике не преносе никакве детаље о Мартиновим активностима као епископа Браге, ограничавајући се само на констатацију да су његови напори да искорени остатке аријанства међу простим Суевима били потпуно успешни. О томе је известио, Григорија Турског, Венанција Фортуната и Исидора Севиљског. Живот Светог Мартина у периоду 570-их година познат је само из аката сабора на којима је учествовао.
У Лугу је 1. јануара 569. године одржан такозвани Први Лушки сабор на коме су учествовали сви епископи Галиције. Сазван је на иницијативу свебског краља Теодемира, који је написао писмо епископима, у којем је предложио поделу Галиције између две митрополије како би се повећала ефикасност епархијске управе. Архијереји присутни на сабору одобрили су овај предлог, одлучивши да се оснује нова митрополија, чији је центар била епархија Луго, на челу са епископом Нитигисијем. Нова надбискупија укључивала је пет суфрагана: Ирија, Оренсе, Туи, Асторга и Бритонија. Митрополија Брага је задржала епископије Визеу, Коимбру, Гварду, Ламего, Порто и Думио.
Убрзо након Првог сабора у Луги, Миро је постао нови краљ Галиције, под којим је завршен процес преласка Суева са аријанства на православно хришћанство. Подржавајући светог Мартина у свим његовим настојањима, Миро је допринео његовом сазивању Другог сабора у Браги 1. јуна 572. године, на коме су донети канони против тога са свештеници примају новац за обављање обреда и сакрамената и поступак за утврђивање времена за утврђивање покретних празника. Акти сабора указују да се до тог времена црква Суевског краљевства коначно успоставила као црква која се придржава Никејске вере.
Свети Мартин од Браге упокојио се 20. марта 579. или 580. године. Један од раносредњовековних мартиролога из Браге датира Мартинову смрт у 579. годину, а Гргур Турски у својој „Историји Франака” у 580. годину. Историчари до сада нису успели да дођу до консензуса који је од ових датума поузданији. После Мартинове смрти, његова епархија Брага-Думио је подељена: Пантар је постао нови епископ Браге, Јован је постао епископ Думиа. Посмртни остаци светитеља сахрањени су у храму манастира Думе, где је поред саркофага на зиду уклесан епитаф који је написао сам Мартин. Године 886, када су се муслиманске трупе приближиле Браги, мошти Мартина од Браге пренете су у Мондоњедо. Убрзо након поновног освајања Браге од стране хришћана 1040. године, мошти светитеља су враћени у Думио, а 22. октобра 1605. године свечано су пренети у катедралу Санта Марта у Браги, где су и данас.

## Есеји
Свети Мартин из Браге био је не само изузетна црквена личност, већ и један од најобразованијих људи свог времена. Тако су га сматрали, на пример, Венанције Фортунат и Исидор Севиљски. Мартин је аутор око 20 дела теолошке природе, написаних углавном 570-их година са циљем да ојачају правила православног хришћанства међу галицијским свештеницима и мирјанима. Неки светитељеви списи (укључујући већину његових писама) нису сачувани до данас. Најважнија дела Мартина Брагског укључују:
- „Да се избегне хвалисање“, једно је од најранијих дела Светог Мартина, које је написао за монахе манастира Думе.
- "О поносу" - трактат написан и као поука монасима манастира у Думио
- „Позив на скромност“ - есеј је упућен монасима манастира Думио
- „Учење египатских отаца“ - трактат који садржи примере побожног живота разних египатских аскета
- „О гневу“ - есеј који је Мартин посветио свебском краљу Миру
- „Правила светог живота” - трактат састављен на захтев краља Мира, који описује начин живота идеалног хришћанина, са становишта светог Мартина
- „О промени морала“ је есеј који позива галицијске вернике да напусте остатке паганства (укључујући и оне који су преживели у неким на многим местима у Галицији обожавање староримских богова)
- „О Ускрсу“ - расправа о датуму Ускрса
- „О троструком погружењу“ је трактат о литургији крштења, који упоређује троструко урањање у фонтану са три лица Тројице.
- „Зборник“ – збирка од 84 канона источног порекла, која описује различите аспекте литургије, као и дужности свештенства и лаика; посвећена епископу Лугу Нитигису; познат захваљујући актима Трећег сабора у Толеду
- Збирка песама – међу њима је и епитаф светог Мартина Турског, који наводи народе који су живели крај Дунава средином 6. века, укључујући и Словене – ово је један од најранијих помена Словена. у западноевропској књижевности[10].

Публикација комплетних дела Мартина Брагског још није обављена. Најзначајнији број текстова објављен је на латинском језику у 72. тому Патрологиа Латина и у зборнику дела Светог Мартина, објављеном 1950. године. Постоји и превод неких дела Мартина Брагског на савремени енглески. 